# Слонимский, Григорий Львович
Григорий Львович Слони́мский (14 ноября 1915, Петроград — 30 июня 2004 Москва) — советский учёный-химик, председатель Комиссии по механике и физике полимеров при Президиуме АН СССР.

## Биография
Родился 14 ноября 1915 года в г. Петрограде. Отец преподаватель вуза.
В 1930 г. окончил семилетнюю школу и устроился лаборантом в НИИТорфа. В 1932 г. поступил на физический факультет Московского университета, который окончил в 1937 г. по специальности «Теоретическая физика».
С 1938 г. работал в НИФХИ, после в 1953 г. был переведен в НИИ шинной промышленности на должность начальника лаборатории физики резин отдела физикохимии каучука и резины.
В 1956 г. создал лабораторию физики полимеров в Институте элементоорганических соединений (ИНЭОС) АН СССР. В 1958 г. был назначен на должность заведующего этой лаборатории, впоследствии с 1988 г. — главный научный сотрудник.
В 1942 г. защитил кандидатскую диссертацию на тему «Механические свойства высокополимеров».
В 1948 г. защитил докторскую диссертацию на тему "Теория деформации линейных полимеров".
С 1955 г. утвержден в звании профессора.
С 1960—1964 гг. работал по совместительству на кафедре высокомолекулярных соединений МХТИ им. Д. И. Менделеева.
Работал председателем Комиссии по механике и физике полимеров при Президиуме АН СССР, председателем секции физики полимеров при Центральном правлении ВХО им. Д. И. Менделеева [1]

## Научные достижения
- Исследование молекулярного механизма деформационных процессов в полимерах, который лег в создание физико-химических представлений полимеров.
- Разработка основных количественных соотношений характеризующих механические релаксационные явления в полимерах.
- Разработка механохимической теории утомления полимеров и механохимической теории процессов изменения структуры полимеров при их переработке.
- Исследование пространственно-структурированных элементоорганических полимеров, открытие ранее не известных глобулярных сеточных структур.
- Теория надмолекулярной структуры аморфных и кристаллических полимеров.
- Создание пищевых продуктов из полимеров.

## Труды
Монография «Краткие очерки по физикохимии полимеров» 1960 г.

## Награды
Лауреат премии им. А. Н. Баха (1949
«Знак Почёта» (1954)
«Дружба Народов» (1986)
«За доблестный труд» (1945)
«В память 800-летия Москвы» (1948)